# دولایه‌رویانی
دولایه‌رویانی (Diploblasty) در زیست‌شناسی به وضعیتی از تخمک گفته می‌شود که در آن دو لایهٔ اولیه از نطفه وجود داشته‌باشد: برون‌پوست و درون‌پوست.
مرجانیان و شانه‌داران از جاندارانی هستند که از چنین تخمکی رشد می‌کنند. این‌گونه جانوران را دولایه‌رویان می‌نامند.
درون‌پوست باعث می‌شود تا این جانداران بافت‌های واقعی مانند اندرونه (امعاء و احشاء) و غدد مرتبط به اندرونه تشکیل دهند. 
برون‌پوست در این جانوران رشددهندهٔ روپوست، بافت عصبی و گُردیزه است.
جانوران مشابهی مانند اسفنج‌های دریایی یک لایهٔ نطفه‌ای دارند و فاقد ساختار بافت واقعی هستند.
تمامی حیوانات پیچیده (از کرم پهن گرفته تا انسان) سه‌لایه‌رویان هستند یعنی سه لایه نطفه دارند (درون‌پوست، میان‌پوست و برون‌پوست). میان‌پوست در این جانداران باعث می‌شود تا این حیوانات بتوانند اندام واقعی برویانند.